# Zonitoschema atrimembris
Zonitoschema atrimembris là một loài bọ cánh cứng trong họ Meloidae. Loài này được Fairmaire miêu tả khoa học năm 1894.